# Козлова, Наталия Андреевна
Наталья Андреевна Козлова (род. 13 мая 1954) — заслуженный тренер России по плаванию, тренер  сборной СССР - России с 1988, тренер высшей квалификационной категории по плаванию, член тренерского совета Всероссийской федерации плавания. .

## Биография и карьера
Наталья Козлова имеет высшее образование по специальности «физическая культура и спорт». С 1988 года работает тренером в сборной России по плаванию.
В своей работе сочетает современные тренировочные методики с индивидуальным подходом к каждому спортсмену. Несколько лет возглавляла юношескую сборную России по плаванию. Регулярно делится опытом с коллегами и участвует в методических семинарах.

## Лучшие ученики
Среди лучших учеников Натальи Андреевны:
- Анастасия Зуева (Фесикова) — заслуженный мастер спорта, вице-чемпионка Олимпийских игр 2012 года, чемпионка мира (2011), трёхкратная вице-чемпионка мира (2009, 2011), четырёхкратная чемпионка Европы и многократная чемпионка России. Рекордсменка России на дистанциях 50 м, 100 м, 200 м[2] и рекордсменка Европы на дистанции 200 м в плавании на спине. Экс рекордсменка мира.
- Аксенова, Анастасия Сергеевна — мастер спорта международного класса , участница Олимпийских игр в Пекине. Многократная рекордсменка и чемпионка России. Рекордсменка мира среди юниоров;[3]

- Кристина Кочеткова — мастер спорта международного класса двукратный призёр Юношеских Олимпийских игр, многократный призёр чемпионатов России;[4]

- Виктория Малютина — мастер спорта международного класса, многократный призёр этапов Кубка мира, призер Универсиады многократная чемпионка и призёр России ;[5]

- Юлия Ларина — мастер спорта международного класса, победитель и призер чемпионата мира среди юниоров, многократная чемпионка и призер чемпионата Европы среди юниоров, чемпионка и многократный призер чемпионатов России.[6].

## Награды и признания
- Медаль ордена «За заслуги перед Отечеством» II степени за подготовку спортсменов, добившихся высоких результатов, в том числе на Олимпийских играх 2012 года в Лондоне;[7][8].

- Неоднократно признавалась лучшим тренером года Всероссийской федерацией плавания;[9].
- Отмечена Благодарностью Губернатора Пензенской области "за большой личный вклад в подготовку сборной команды Пензенской области по плаванию".[10].

## Личная жизнь и мнение воспитанников
В спортивных кругах её ценят за преданность профессии, высокий профессионализм и способность мотивировать спортсменов на достижение максимальных результатов. Ученицы не раз отмечали высокий профессионализм тренера, её умение адаптировать тренировки под индивидуальные обстоятельства спортсменов и поддерживать их в сложные периоды спортивной карьеры.

## Цитата
— Вы понимаете, что движет вашей ученицей? Почему она не прекращает попыток преодолеть новые препятствия?

— Иногда мне действительно кажется, что я перестаю это понимать. А иногда думаю, что спортсмены такого уровня просто так устроены и по-другому не могут.